# Шор, Айра
Айра Шор (англ. Ira Shor; род. 1945) — американский теоретик критическрй педагогики, профессор колледжа Стейтен Айленд (College of Staten Island), Городского Университета Нью-Йорка, где он преподает композицию речи и риторику. Также преподает английский язык в аспирантуре (Graduate Center, CUNY) этого же университета.

## Работы
- Обучение критическому мышлению в повседневной жизни (Critical Teaching and Everyday Life) (1980)
- Культурные войны: Школа и Общество во время Консервативной реставрации (Culture Wars: School and Society in the Conservative Restoration) (1986)
- Педагогика освобождения (A Pedagogy for Liberation), в соавторстве с Паулу Фрейре (1987)
- Фрейре в школе: Справочник для либерального обучения (Freire for the Classroom: A Sourcebook for Liberatory Teaching) (1987)
- Доступное образование (Empowering Education) (1992)
- Когда ученики имеют право голоса: Диалог в школе (When Students have Power: Negotiating Authority in a Critical Pedagogy) (1996)
- Образование в действии (Critical Literacy in Action) (1999)
- Образование — это политика (Education is Politics) (1999)